# Џорџина Мјур Макензи
Џорџина Мјур Макензи (енгл. Georgina Muir Mackenzie; 1833–1874) била је британски симпатизер Балкана, писац и путник. Ухапшена је као шпијун са Паулином Ирби и објавила књигу, коју је Вилијам Гледстон описао као „најбољу енглеску књигу коју је икада видео а тиче се источних питања“.

## Биографија
Џорџина Мјур Макензи је рођена у Шкотској. Била је прво дете сер Џона Вилијама Пит Мјур Макензија и Софије Матилде (рођене Џонстон) од Девина у Пертширу.
Преселила се, заједно са породицом, у Лондон 1855. године где је упознала Паулину Ирби. Она је, са својом новом партнерком, кренула у посету бањских градова у Аустроугарској и Немачкој 1857. године. Без обзира на чињеницу да је њена породица била финансијски немоћна, оне су отпутовале саме, ослањајући се на своје Британске пасоше, планирајући да се возе у приколици за сено.
Ухапшене су као шпијуни 1858. године у туристичком граду Шмуку у Карпатима, јер су имале „пансловенске тенденције“ (ни једна од њих није била свесна овог исхода). Обе су биле скрхане будући да су се будиле у четири сата ујутру, са осећајем понижења што су њихова лица тражена од стране полиције. Поднеле су званичну жалбу британском амбасадору што је проузроковало извињење одређеног ресорног министра. Након тога, имале су за циљ да отпутују на Балкан како не истраживале положај Срба и Јужних Словена под владавином Турака. Оне бивају посебно забринуте за судбину православних жена и девојака, које су затекли у подређеној позицији и немогућству за образовање. Објавиле су књигу „Преко Карпата“ у којој описују како су биле ухапшене за шпијунирање.
Џорџина Мјур Макензи одлази на једногодишњи одмор на Крф, 1862. и 1863. године, где упознаје свог будућег мужа. 1864. године објављује „Белешке о јужнословенским земљама у Аустрији и Турској, у Европи“ на основу њеног предавања на годишњем састанку Британског Удружења за подстицање развоја науке. Била је једини женски говорник. Следеће године је била позвана да се врати са Паулином Ирби како би објавила још један документ о Словенском народу. Била је главни аутор и сарадник своје прве издате књиге „Путовање кроз словенске земље Турске у Европи“. Књига истиче научни опис укључених прича о својим путовањима са помоћним подацима приказаним у прилозима.
Паулина Ирби је била за то да наставе започети посао, међутим, Џорџина Мјур Макензи постаје Лејди Себрајт. Удала се за Чарлса Себрајта, који је био конзул Јонских острва, отишавши да шиви са њим на Крфу. Лејди Себрајт умире само неколико година касније, 24. јануара 1874. године. Њен муж Чарлс одлази у пензију 1880. године али умире само четири године касније, 1884. године. Вилијам Гледстон је након смрти Џорџине објавио друго издање књиге, са предговором о Џорџини и Паулини, где описује побуну Српског Хришћанског становништва против Отоманске владавине.

### Важнији радови
- Muir-Mackenzie, Georgina; Irby, Adelina Paulina (1866). Travels in the Slavonic Provinces of Turkey-in-Europe (1. изд.). London.
- Мјур-Макензи, Џорџина; Ирби, Аделина Паулина (1868). Путовање по словенским земљама Турске у Европи. Београд: Државна штампарија.